# Heilige-Kruisverheffingskerk (Letterhoutem)

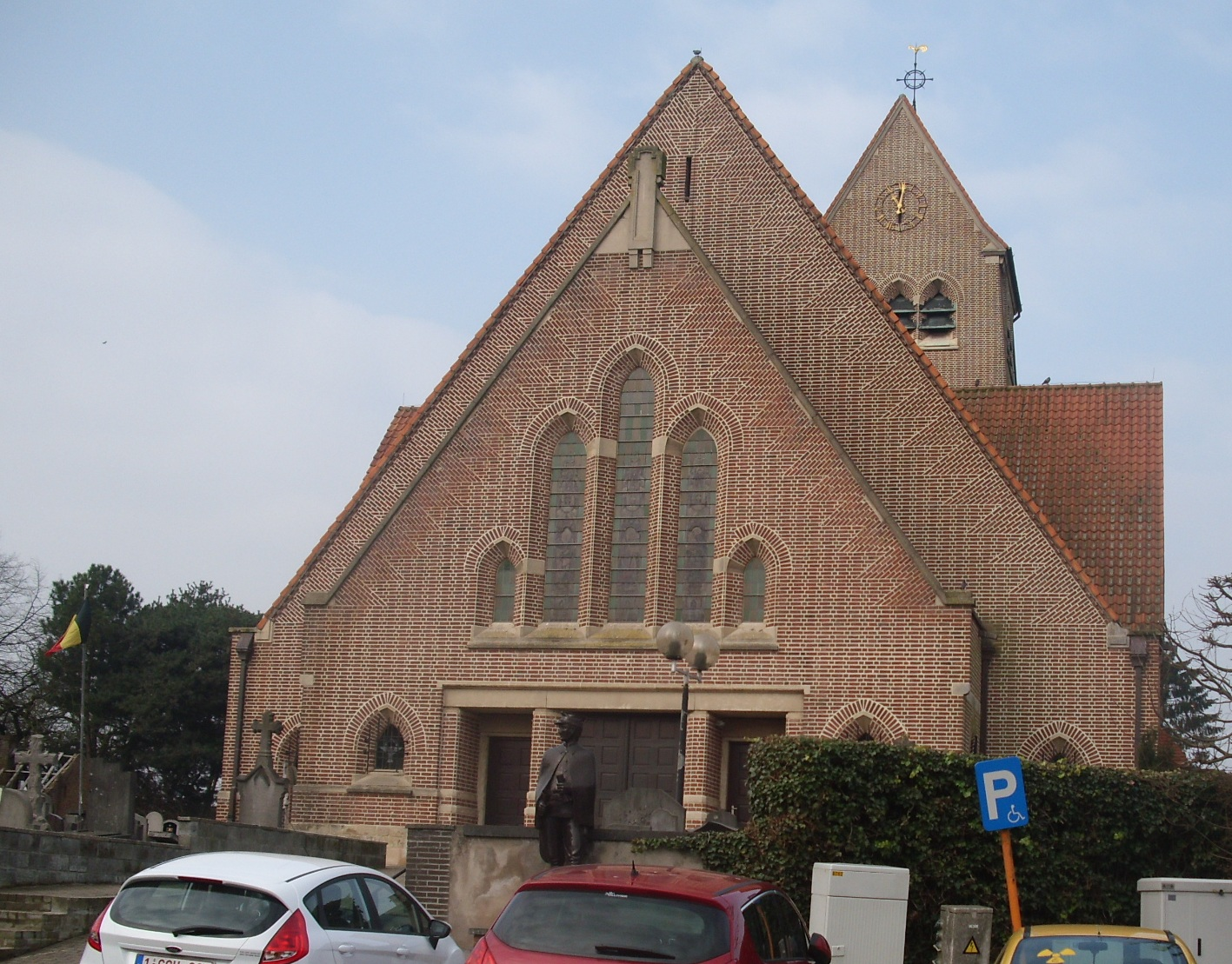
Heilige-Kruisverheffingskerk

De Heilige-Kruisverheffingskerk is de parochiekerk van de tot de Oost-Vlaamse gemeente Sint-Lievens-Houtem behorende plaats Letterhoutem, gelegen aan Letterhoutemdorp.

## Geschiedenis
Al in de 12e eeuw werd gewag gemaakt van een kerk in Letterhoutem. In 1848 werd de kerk gesloopt en vervangen door een nieuwe kerk, ontworpen door Josse Migom. In 1857 werd deze kerk ingewijd. In 1936 werd deze kerk getroffen door brand.
In 1940 kwam een nieuwe kerk tot stand, ontworpen door Adrien Bressers.

## Gebouw
Het betreft een eenbeukig georiënteerd bakstenen kerkgebouw onder zadeldak met een portaal onder lager zadeldak. De toren, ook gedekt door een zadeldak, bevindt zich oostelijk, boven het koor.